# 最上小国川
最上小国川（もがみおぐにがわ）は、最上川水系の支流で、山形県最上郡最上町および舟形町を流れる一級河川である。「最上小国川」とは近隣のほかの小国川と区別するための名称であり、地元では小国川と呼ばれている。

## 地理
山形県最上郡最上町大字富澤の宮城県との県境付近にある奥羽山脈に源を発する。田代峠を源流とする支流を集め北に流れ、中山峠を源流とする明神川と最上町富沢を合わせると西に転ずる。この先で小国盆地が開け、最上町中心部となる。そのままいくつかの支流と合流すると再び山が迫り、舟形町中心部まで瀬見渓谷が続く。舟形町舟形で国道13号（羽州街道）を横切り、舟形町冨田で最上川に合流する。
松原アユと呼ばれる天然鮎が釣れる川として知られている。

## 支流
- 明神川
- 鳥出川
- 絹出川 - 黒沢川
- 満沢川
- 杉ノ入沢川
- 白川

## 河川施設
- 最上小国川ダム

## 並行する交通

### 道路
- 国道47号(北羽前街道)
- 山形県道56号新庄舟形線
- 山形県道31号舟形大蔵線
- 山形県道36号新庄次年子村山線
- 山形県道・宮城県道262号最上小野田線（田代峠）

## 流域の観光地
- 赤倉温泉
- 瀬見温泉
- あゆパーク
- 瀬見発電所